# Ciuturești
Ciuturești – wieś w Rumunii, w okręgu Bacău, w gminie Odobești. W 2011 roku liczyła 822 mieszkańców.